# Fabio Daprela
Fabio Daprelà (Zurique, 19 de fevereiro de 1991) é um futebolista profissional suíço que atua como defensor, atualmente defende o Carpi F.C. 1909.

## Carreira
Fabio Daprelà fez parte do elenco da Seleção Suíça de Futebol da Olimpíadas de 2012.